# 1202
| [ Edytuj tabelę ]                 |                                                                                            |
| Książę Małopolski                 | - 1198 Mieszko III Stary 1202 - 1202 Władysław III Laskonogi 1202 - 1202 Leszek Biały 1210 |
| Książę Wielkopolski               | - 1182 Mieszko III Stary 1202 - 1202 Władysław III Laskonogi 1229                          |
| Król Angkoru                      | - 1181 Dżajawarman VII 1218                                                                |
| Król Anglii                       | - 1199 Jan bez Ziemi 1216                                                                  |
| Król Aragonii i hrabia Barcelony  | - 1196 Piotr II Katolicki 1213                                                             |
| Książę Bawarii                    | - 1183 Ludwik I 1231                                                                       |
| Margrabia Brandenburgii           | - 1184 Otto II 1205                                                                        |
| Książę Burgundii                  | - 1192 Eudes III 1218                                                                      |
| Cesarz Bizancjum                  | - 1195 Aleksy III Angelos 1203                                                             |
| Car Bułgarii                      | - 1197 Kałojan 1207                                                                        |
| Cesarz Chin                       | - 1194 Song Ningzong 1224                                                                  |
| Król Cypru                        | - 1194 Amalryk II 1205                                                                     |
| Król Czech                        | - 1198 Przemysł Ottokar I 1230                                                             |
| Król Danii                        | - 1182 Kanut VI 1202 - 1202 Waldemar II Zwycięski 1241                                     |
| Władca Egiptu                     | - 1199 Al-Adil 1218                                                                        |
| Cesarz Etiopii                    | - 1189 Gebre Meskel 1229                                                                   |
| Król Francji                      | - 1180 Filip II August 1223                                                                |
| Król Gruzji                       | - 1184 Tamara 1213                                                                         |
| Hrabia Holandii                   | - 1190 Dirk VII 1203                                                                       |
| Cesarz Japonii                    | - 1198 Tsuchimikado 1210                                                                   |
| Kalif                             | - 1180 An-Nasir 1225                                                                       |
| Król Kastylii                     | - 1158 Alfons VIII Szlachetny 1214                                                         |
| Patriarcha Konstantynopola        | - 1198 Jan X Kamateros 1206                                                                |
| Władca Korei                      | - 1197 Sinjong 1204                                                                        |
| Król Leónu                        | - 1188 Alfons IX 1230                                                                      |
| Kalif Maroka                      | - 1199 Muhammad an-Nasir 1213                                                              |
| Król Nawarry                      | - 1194 Sanczo VII 1234                                                                     |
| Król Norwegii                     | - 1177 Sverre Sigurdsson 1202 - 1202 Haakon III 1204                                       |
| Hrabia Palatynatu                 | - 1195 Henryk V z Welf 1211                                                                |
| Papież                            | - 1198 Innocenty III 1216                                                                  |
| Król Portugalii                   | - 1185 Sancho I 1211                                                                       |
| Sułtan Rumu                       | - 1196 Sulajman II 1204                                                                    |
| Książę Rusi halickiej             | - 1199 Roman I 1206                                                                        |
| Książę Saksonii                   | - 1180 Bernard III 1212                                                                    |
| Król Szkocji                      | - 1165 Wilhelm I 1214                                                                      |
| Król Szwecji                      | - 1196 Swerker II Młodszy 1208                                                             |
| Doża Wenecji                      | - 1192 Enrico Dandolo 1205                                                                 |
| Król Węgier                       | - 1196 Emeryk 1204                                                                         |
| Wielki mistrz zakonu krzyżackiego | - 1200 Otto von Kerpen 1208                                                                |

Rok 1202 / MCCII
stulecia: XII wiek ~
XIII wiek ~
XIV wiek

lata: 1192 «
1197 «
1198 «
1199 «
1200 «
1201 «
1202
» 1203
» 1204
» 1205
» 1206
» 1207
» 1212

## Wydarzenia w Polsce
- 13 marca – zmarł książę Mieszko III Stary.
- 25 listopada – zawarto układ pomiędzy Henrykiem Brodatym a Mieszkiem Plątonogim, na mocy którego Henryk Brodaty wykupił za 1000 grzywien część z zagarniętej mu uprzednio przez Mieszka Opolszczyzny (Otmuchowskie) oraz poparł starania stryja o pryncypat i krakowską dzielnicę senioralną.

- Fundacja klasztoru cysterek w Trzebnicy.

## Wydarzenia na świecie
- 9 marca – Haakon III został królem Norwegii.
- 28 kwietnia – król Filip II August skonfiskował lenna króla Anglii Jana bez Ziemi w północnej Francji.
- 20 maja – trzęsienie ziemi z epicentrum w północno-zachodniej Syrii zabiło od 30 tys. do ponad miliona osób na Bliskim Wschodzie i północnej Afryce.
- 31 lipca – Artur z Bretanii zaskoczony w Mirebeau i pojmany przez Jan bez Ziemi.
- 13 listopada – rozpoczęło się oblężenie Zadaru przez krzyżowców IV krucjaty; po raz pierwszy katoliccy krzyżowcy zaatakowali katolickie miasto.
- 24 listopada – IV wyprawa krzyżowa: po 11 dniach oblężenia skapitulowała Zara (Zadar)[1].

- Biskup ryski Albert von Buxhövden założył Inflancki Zakon Rycerzy Chrystusa.
- Fibonacci opublikował Liber Abaci – jako pierwszy w Europie posługiwał się w nim zerem (słowo Zephirum).
- Rozpoczęto budowę katedry w Rouen[1].
- Czarni Kłobucy uczestniczyli w walkach pomiędzy kniaziami ruskimi.
- Temudżyn pobił Tatarów pod Dałan Nemürges.
- Po raz ostatni w źródłach ruskich wzmianka o Pieczyngach.
- Książę włodzimierski Roman, władca Wołynia, sięgnął po Kijów.

## Urodzili się
- Małgorzata II Flandryjska, hrabina Flandii (zm. 1280)

## Zmarli
- 8 marca – Sverre Sigurdsson, król Norwegii (ur. 1151)
- 13 marca – książę Mieszko III Stary (ur. 1122 do 1125)
- 30 marca – Joachim z Fiore, kalabryjski kaznodzieja, który wywarł wpływ na św. Franciszka, braci apostolskich oraz Jana Wiklifa (ur. 1130/1135)
- 7 maja – Hamelin de Warenne, piąty Earl Surrey
- 7 września – Wilhelm o Białych Dłoniach, arcybiskup Sens (ur. 1135)
- 3 grudnia – Konrad von Querfurt, biskup Hildesheim i Würzburga (ur. 1160)
- 29 grudnia – Igor Światosławowicz, książę nowogrodzko-siewierski i czernihowski (ur. 1151)
- św. Alan z Lille, francuski poeta, filozof, teolog, humanista (ur. 1128)
- Cathal Carragh Ua Conchobair, król Connacht
- Kanut VI, król Danii (ur. 1163)